# Rampart (Computerspiel)
Rampart ist ein Arcade-Spiel, das von Atari Games 1990 hergestellt wurde. Es wurde 1991 zunächst für Nintendo Entertainment System portiert, 1992 dann für Amiga 500, Amiga 600, Atari Lynx, Atari ST, Commodore C64, Super Nintendo Entertainment System und MS-DOS. 2007 wurde eine Version für das PlayStation Network herausgegeben, bei der bis zu vier Spieler online gegeneinander spielen können.

## Spielprinzip
Das Spiel wird in der 2D-Draufsicht gespielt. Der Computergegner beginnt seinen Angriff auf See, während der Spieler seine Burgen auf Land gegen die angreifenden gegnerischen Truppen verteidigen muss.
Der Computergegner verfügt über Schiffe, die auf die Burgmauern schießen und diese zerstören. Erreichen die Schiffe die Küsten, so landen Einheiten auf Land und schreiten auf die Burgen und Kanonen des Spielers vor und versuchen diese zu zerstören.
Der Spieler verfügt dagegen über eine oder mehrere Burgen, die von Mauern umgeben sind. Innerhalb der Mauern, die eine geschlossene Fläche bilden, kann der Spieler Kanonen aufstellen, die er auf die Schiffe und die Truppen des Gegners feuert.
Das Spiel läuft rundenbasiert ab: Zunächst feuern beide Seiten aufeinander. In der zweiten Runde versucht der Spieler die zerstörten Mauern wieder aufzubauen. Dazu bekommt er vom Computer „Ersatzteile“ angeboten, die er auf das Schachbrett-artige Spielfeld platzieren muss. Dabei muss er einige Punkte beachten. Je mehr Burgen der Spieler erfolgreich umschließt, desto mehr Kanonen können aufgestellt werden. Jedoch muss er auch das Zeitlimit beachten. Kann er keine geschlossene Fläche mit den Mauern bilden, die Platz genug für eine Kanone bietet, so hat er auch keine Kanonen zur Verteidigung. Kann er keine seiner Burgen mit Mauern umgeben, hat er das Spiel verloren. Auch werden die Ersatzteile, mit denen der Spieler die Mauern reparieren kann, mit der Zeit komplizierter. Während am Anfang 1x1-, 1x2- oder 1x3-Feld große Ersatzteile angeboten werden, werden später S-, L-, T- oder U-förmige Teile angeboten, die nicht in jede Lücke der Mauer passen. Dieser Spielabschnitt erinnert daher an das Spiel Tetris. Weiterhin kann der Spieler keine Mauern auf gegnerische Truppen und auf brennende Flächen (einige Schiffe verschießen Brandsätze) stellen. Nach dieser Runde kann dann der Spieler Kanonen innerhalb der Mauern aufstellen. Je größer die geschlossene Fläche ist, die der Spieler bilden konnte, desto mehr Kanonen darf er platzieren. In einigen Portierungen besteht die Möglichkeit aus drei neuen Kanonen (bekommt der Spieler, wenn er mindestens zwei Burgen umschließt) eine Superkanone zu bauen, die dann brennende Kugeln verschießt, oder einen Propagandaballon, der ein feindliches Schiff beeinflusst, sodass dieses dann auf Seiten des Spielers kämpft.
Der beschriebene Vorgang läuft selbst mehrere Runden ab, bis der Spieler mehrere Angriffswellen überstanden hat.
Das Spiel besteht aus mehreren Levels. Im ersten Level hat der Spieler eine große Landmasse, während der Gegner nur von einer Seite aus angreifen kann. Im letzten Level befindet sich der Spieler auf einer Insel und der Gegner kann aus allen vier Richtungen angreifen.
Das Spiel kann auch im Mehrspielermodus mit bis zu drei Spielern gespielt werden. Dabei entfällt der Angriff des Computers von See aus. Die Spieler greifen sich gegenseitig an.